# Marruecos en los Juegos Paralímpicos de Río de Janeiro 2016
Marruecos estuvo representado en los Juegos Paralímpicos de Río de Janeiro 2016 por un total de 24 deportistas, 18 hombres y seis mujeres.

## Medallistas
El equipo paralímpico marroquí obtuvo las siguientes medallas:
| Nombre          | Deporte   | Evento                |
| --------------- | --------- | --------------------- |
| Oro             |           |                       |
| Mohamed Amgun   | Atletismo | 400 m T13 masculino   |
| El-Amin Chentuf | Atletismo | Maratón T12 masculino |
| Azedin Nuiri    | Atletismo | Peso F34 masculino    |
| Plata           |           |                       |
| Mahdi Afri      | Atletismo | 400 m T12 masculino   |
| El-Amin Chentuf | Atletismo | 5000 m T13 masculino  |
| Bronce          |           |                       |
| Mahdi Afri      | Atletismo | 200 m T12 masculino   |
| Mohamed Lahna   | Triatlón  | PT2 masculino         |